# 嘉定孔庙
嘉定孔庙，位于上海市嘉定区，被誉为“吴中第一”的孔庙。该孔庙始建于南宋年间，后曾于元、明、清被多次重修或增建。中华人民共和国成立后，嘉定孔庙被整体重修，但在文革期间被拆毁了部分建筑。整座孔庙占地1.8公顷。由棂星门、泮池、大成门、大成殿、东西两庑、乡贤祠和名宦祠等建筑组成，是中国境内保存较为完好的孔庙建筑群。1980年，嘉定孔庙被重新确定为上海市文物保护单位并加以维护，2006年作为上海中国科举博物馆开放。2013年被列为全国重点文物保护单位。

## 历史

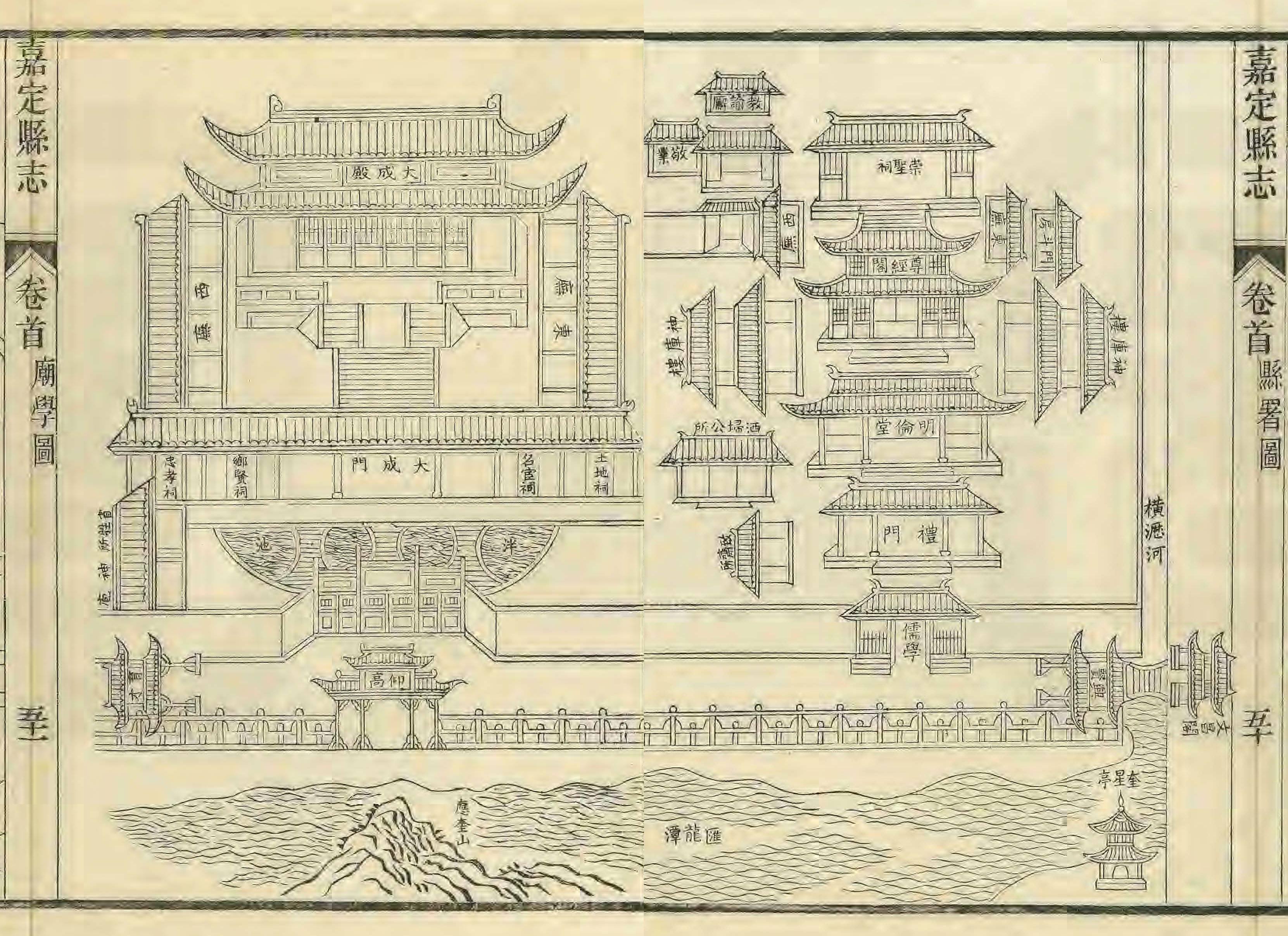
清光绪八年（1882）《嘉定县志》庙学图。

嘉定孔庙最早在南宋嘉定十二年（1219年），由嘉定县第一任知县高衍孙主持修建，当时被称为“文宣王庙”，在庙的东侧建有儒学，儒学的匾额为“化成堂”。淳祐元年（1241年），庙中设置了孔子塑像，并且修建了泮池和兴贤坊。淳祐四年（1244年），儒学被重新修缮，化成堂也被改名为明伦堂。咸淳元年（1265年）时，文宣王庙被重建，并改名为大成殿，而泮池上也被架设了泮池桥。元朝年间，至正十三年（1353年）时棂星门和育才坊建成，天顺四年（1460年）时大成殿、两庑、大成门、明伦堂被全部重建，并在庙南侧修建了一座土山，以隔开南侧一座名为留光寺的佛寺。明朝洪武二十三年（1390年）时，泮池上的桥被改为3座石拱桥。成化十年（1474年），庙内加盖了尊经阁，并于正德四年（1509年）重建了庙前的土山，并命名为应奎山，还在山的周围引水环绕。嘉靖九年（1530年）时，乡贤祠和名宦祠先后开建。嘉靖十九年（1540年），庙内原有的文昌祠被改建，建成后改名为启圣祠。万历三十一年（1603年）整座庙内的主要殿堂被全部重修，此外野奴泾、唐家滨、新渠、南杨树滨、北杨树滨被引到应奎山周围汇合，并取名为汇龙潭。至此整座孔庙规模基本定型，被誉为孔庙中的“吴中第一”。
清朝时孔庙几经重修，咸丰年间该孔庙曾在小刀会起义和太平军东征当中遭受损坏，后来又得到全面重修，并在汇龙潭边建造了魁星阁。民国年间，嘉定孔庙长期被米厂占用，建筑结构被损坏。抗日战争时期，嘉定孔庙在日军轰炸中严重损毁，大成殿及东西两庑的门窗被震坏。1958年，嘉定县从江苏省划归上海市，当年经上海市人民委员会批准，嘉定孔庙得以修缮，这次修缮工程由上海市民用建筑设计院工程师乔舒祺负责修复设计。该工程于1959年开工，1963年整体完工，工程包括修复三坊、棂星门、大成门及两旁祠宇、东西庑、大成殿、明伦堂、当湖书院等，此外还在明伦堂西墙建造了碑刻。文化大革命期间，1968年尊经阁、启圣祠及门斗房、敬业斋等被拆除，而棂星门外的石狮子则因当地群众在其外侧修建了涂满政治标语的砖墙而逃过一劫:17-18。
2023年5月22日起，嘉定孔庙因修缮工作需要而临时闭馆。2024年9月22日，嘉定孔廟恢復對外開放。

## 形制

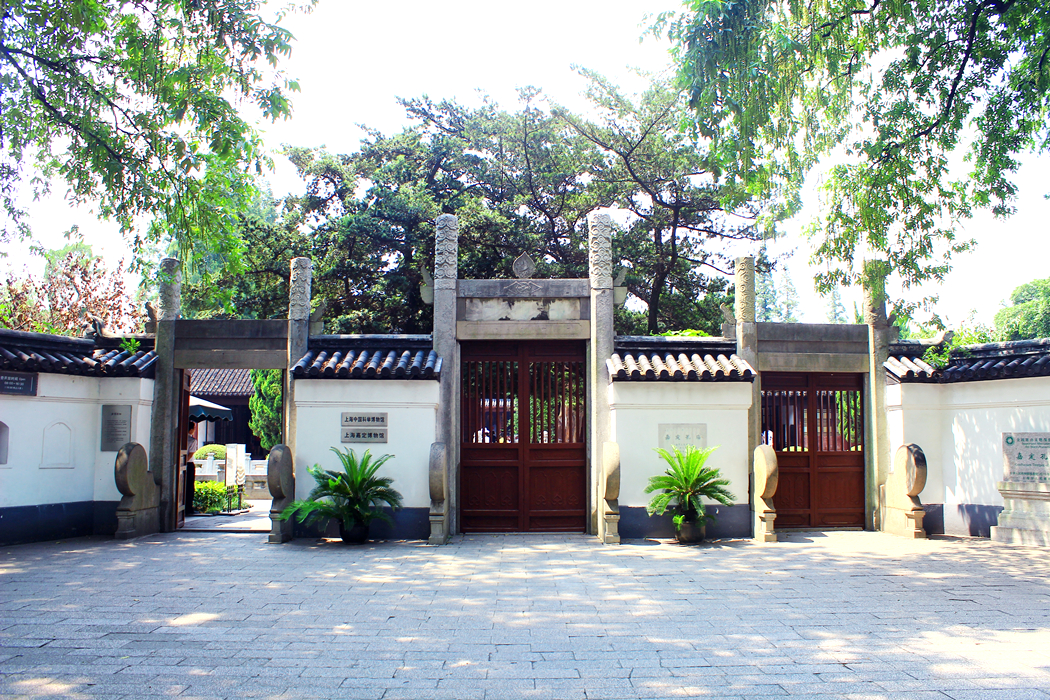
棂星门

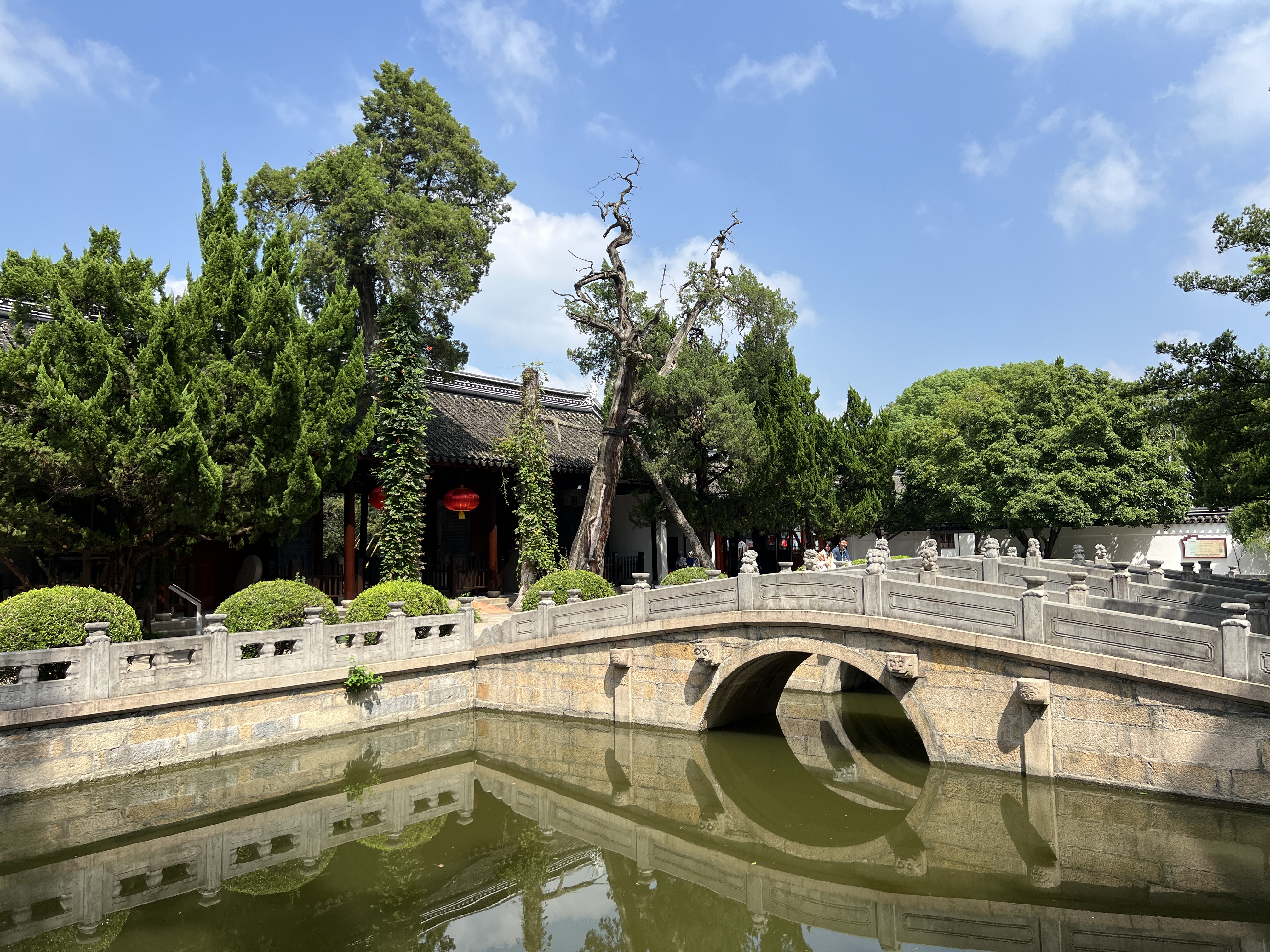
泮池和大成门

嘉定孔庙位于嘉定区嘉定镇南大街183号，占地1.8公顷，建筑面积3800平方米，整体保存较为完整。孔庙的各建筑物沿中轴线排列，庙外宽广的学场上矗立有3座牌坊，分别为仰高坊、兴贤坊和育才坊，为重檐牌坊，其中仰高坊立于正中，坊前踞坐一对大石狮；育才坊和兴贤坊在仰高坊东西两侧相对而立，育才坊与仰高坊、仰高坊与兴贤坊之间以石栏相连，石栏的石柱上还刻有72只小狮子，象征孔门72弟子。棂星门是孔庙的正门，门整体三座五楹，柱头上有祥云浮雕，中门上端雕琢鱼龙石刻。棂星门周围种有一批古银杏树、古柏数以及古枫杨树。进入棂星门后为泮池，整体呈半月形，上有一组三座泮池桥，泮池的东北角则立有元泰定元年（1324年）所立的泮池碑记。泮池后为大成门，是孔庙的第二道大门，整座门正中五楹，东西角门各1楹，整座门宽29米，中门上有门钉，左右均为横5列，竖7排。大成门内东西两侧共有7只石赑屃，其中东侧4只西侧3只，每只赑屃上均有一块2米多高的大石碑，其上记载了元、明、清各代修孔庙的历史。此外，在东角门壁上还镶嵌有几块石碑，其上有宋绍定二年（1229年）沈璞所撰写的《嘉定县学之记》以及明宣德十年（1435年）的《况郡守政绩记》等。:14-45
大成门后为庙内的主要院落，其中大成门东西两侧分别为乡贤祠和名宦祠，均为三楹，其中乡贤祠内供奉的是嘉定当地的文化先贤和忠良之人，而名宦祠内供奉的有清官、高官以及嘉定当地的官员。院落正北为大成殿，该殿是孔庙的主体建筑，原建于南宋咸淳元年（1265年），元代时被重建，梁架部分则为明代所建的结构。该殿为抬梁式结构，单檐歇山顶，殿内面阔5间，进深3间，正中供有孔子坐像，高3.35米，头戴十二冕旒，身着十二章服，手中捧有镇圭。孔子像前有一神龛，龛前有供桌香案，上有祭祀所用的礼器。大殿顶部有4块匾额，每块匾额长约6米、高约2.6米，蓝底金字，正中为清圣祖所题写的“万世师表”，前上方为清世宗所题写的“生民未有”，上方左右两侧分别为清德宗所写的“斯文在兹”和清仁宗所题写的“圣集大成”。大殿四周墙上挂有孔子生平的绘画，门内墙上还镶有8块石碑，均为嘉定孔庙的重修碑记。整座大成殿建于2米高的石台上，殿前的月台以青石栏围绕。殿前原有大成钟一座，上面铸有“嘉定县学光绪十一年三月置”等字样，已经无存。在大成门后的东西两侧分别为东西两庑，每一侧均有12间，其内为列其弟子及儒家从祀者的牌位。院落中还中有一棵龙凤柏。:45-52
棂星门东侧的龙门桥旁另有一道礼门，门内原为儒学署，学署建筑仍保留了明代建筑风格。穿过礼门和礼门后的仪门后为儒学的主要建筑明伦堂和当湖书院。其中明伦堂为单檐歇山灰瓦顶，堂前有抱厦结构，作勾连搭顶，堂内采用减柱造法。明伦堂西墙建有碑廊，共有碑刻、石刻、墓志铭等87方，以唐代石刻为最早，其中有朱熹等人的书法。当湖书院面积500平方米，整体为三进院落，院内设有仿贡院考场，此外还种有古玉兰等树木。:53-63

## 保护
1961年，嘉定博物馆迁入嘉定孔庙。1962年，嘉定孔庙被列为上海市级文物保护单位。1980年，嘉定孔庙被重新公布为市级文物保护单位。1981至1983年，上海市文物管理会拨款重修大成殿、当湖书院，恢复礼门，油漆两庑、乡贤祠、名宦祠、明伦堂及仰高、育才、兴贤三座牌坊，建当湖书院东侧碑廊，总计25万元人民币。1985年翻修大成殿月台，以及殿前甬道和仰高坊南侧石道，总耗资近3万元。1990年，市文管会拨款25万元，油漆梁柱、门窗，粉饰墙面，屋顶补漏并铺设当湖书院地砖。1991年，孔子及“七十二贤”像被重塑并置于大成殿。2000年，嘉定区政府为保护嘉定孔庙，投资4000万元人民币动迁了孔庙周围的一幢7层建筑、一幢5层建筑和危棚简屋内共计245户居民，同年上海文物管理委员会和嘉定区政府重修了泮池桥:36。2006年1月，被改造为中国科举博物馆的嘉定孔庙对外试开放，并于当年2月正式对外开放。此后嘉定孔庙曾多次举办关于孔子的纪念活动。2013年，嘉定孔庙被列为全国重点文物保护单位。